# Evert Nilsson

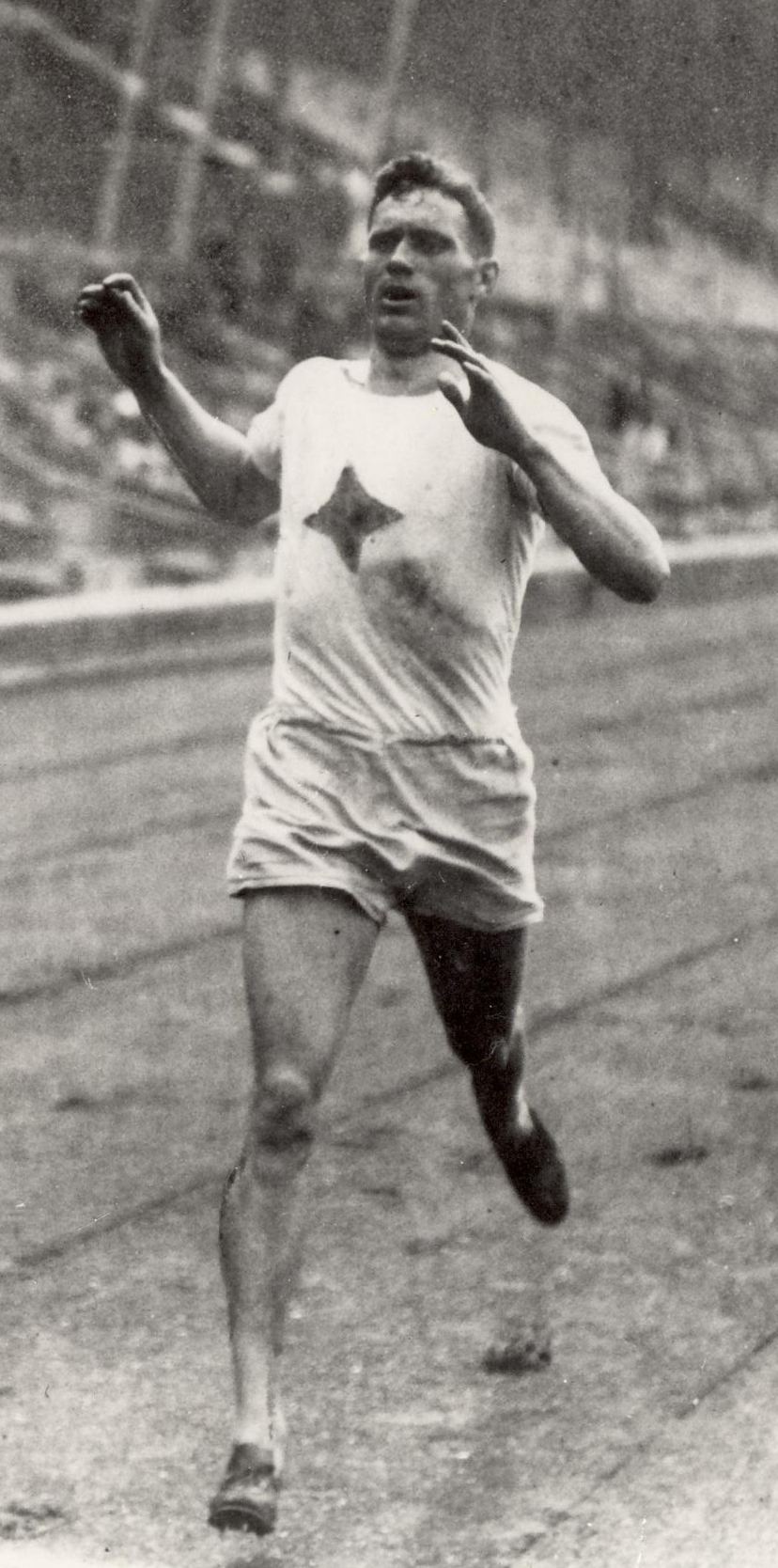
Evert Nilsson

Evert Nilsson (Evert Reinhold Emanuel „Västervik“ Nilsson; * 22. Oktober 1894 in Gamleby, Västervik; † 14. Februar 1973 in Vikingstad, Linköping) war ein schwedischer Zehnkämpfer.
Bei den Olympischen Spielen wurde er 1920 in Antwerpen Fünfter im Zehnkampf und Zehnter im Fünfkampf. 1924 in Paris wurde er Neunter im Fünfkampf und gab im Zehnkampf nach vier Disziplinen auf.
Viermal wurde er Schwedischer Meister im Zehnkampf (1920, 1923, 1925, 1926) und dreimal im Fünfkampf (1921–1923). Seine persönliche Bestleistung im Zehnkampf von 7459,470 Punkten stellte er am 19. Juli 1925 in Halmstad auf.